# Distenia kalidasae
Distenia kalidasae là một loài bọ cánh cứng trong họ Cerambycidae.